# Остоич, Иван
И́ван Осто́ич (серб. Иван Остојић / Ivan Ostojić; род. 26 июня 1989, Панчево, СФРЮ) — сербский футболист, защитник клуба «Напредак».

## Биография
Родился в городе Панчево. В детстве 1,5 года занимался теннисом. В 9 лет стал посещать футбольные тренировки, первоначально играл на позиции опорного полузащитника. Начал карьеру в клубе «Радник» (Стари-Тамиш). С 2010 по 2011 год выступал за клуб «Долина» (Падина).
5 августа 2011 года стал игроком словацкого клуба «Кошице», однако из-за отсутствия необходимых документов первое время играл за вторую команду. Дебютировал за основу только 3 апреля 2012 года в матче против «Дуклы» (0:0), выйдя на замену на 27-й минуте вместо Давида Шкутки после удаления Ивана Джоковича. 10 ноября 2012 года забил свой первый гол за команду в игре против «Ружомберока» (3:0). 1 мая 2014 года «Кошице» обыграл братиславский «Слован» со счётом 2:1 и стал обладателем кубка Словакии. 17 июля 2014 года дебютировал в еврокубках, заменив Мирослава Вязанко на 85-й минуте в матче квалификации Лиги Европы 2014/15 против чешского «Слована» (0:1). Из-за финансовых проблем «Кошице» не получил лицензию на сезон-2015/16 и отправился в нижестоящий дивизион. Зимой 2016 года Остойич покинул команду.
4 февраля 2016 года перешёл в «Спартак» Миява. Дебют состоялся 12 марта в игре против «Спартака» Трнава (1:0). Первый гол забил 24 сентября 2016 года в матче против «Земплина» (3:2). После драки, произошедшей в домашнем матче против «Слована» (1:1), Остойич получил дисквалификацию на 3 матча. В январе 2017 года контракт был расторгнут.
31 января 2017 года перешёл в кипрский клуб «Кармиотисса». 6 февраля 2017 года дебютировал в матче против «Этникоса» (2:2). По итогам сезона кипрский клуб занял последнее место. Всего за «Кармиотиссу» Остойич отыграл 7 матчей, в которых не отличился результативными действиями.
Летом 2017 года стал игроком пражской «Дуклы». Дебютировал 29 июля в матче против «Виктории» Пльзень (4:0), выйдя на замену на 45-й минуте вместо Михала Безпалеца. В первом сезоне за чешскую команду провёл 23 матча. В сезоне 2018/19 «Дукла» заняла последнее место в турнирной таблице и покинула высший дивизион. Остойич провёл на поле 27 игр во всех турнирах, где отметился 1 голевой передачей.
Летом 2019 года вернулся в Сербию, подписав контракт с клубом «Раднички» Ниш. Дебют состоялся 21 июля в игре против «Пролетера» (3:0). Первый гол забил 8 декабря в игре против клуба «Младост». За один сезон, проведённый в сербском клуб, сыграл в 19 матчах и забил 1 мяч.
29 января 2020 года перешёл в финский ХИК. 8 июля дебютировал в матче против клуба «Хака» (3:1). Вместе с командой стал чемпионом Финляндии и обладателем кубка страны.
29 января 2021 года пополнил ряды клуба «Явор» Иваница. 7 февраля сыграл свой первый матч за сербскую команду против клуба «Младост». За оставшуюся часть сезона 2020/21 стал основным игроком «Явора», проведя на поле 19 матчей.
7 июля 2021 года стал игроком российского клуба «Балтика». 10 июля дебютировал в матче против «Факела» (3:3). 31 октября 2021 в матче против «Томи» (4:0) забил первый гол за калининградскую команду. 24 июля 2022 года в домашнем матче против «Волгаря» (3:1) впервые вывел команду на поле с капитанской повязкой. По итогам сезона 2022/23 «Балтика» заняла второе место в Первой лиге и вышла в РПЛ. Остоич принял участие в 25 матчах и забил 4 мяча. В сезоне 2023/24 был игроком ротации «Балтики», провел на поле 21 матч во всех турнирах и отдал одну голевую передачу. Сам сезон получился смешанным для команды: клуб покинул высший дивизион, однако смог выйти в суперфинал Кубка России, где уступил петербургскому «Зениту» (1:2). 21 июня 2024 года Остоич и «Балтика» расторгли контракт по соглашению сторон.
5 июля 2024 года подписал контракт с сербским клубом «Напредак». 19 июля дебютировал за новый клуб против «Партизана» (0:1), заменив, получившего травму, Филипа Крстича, на 89-й минуте.

## Личная жизнь
В 2019 году женился на девушке по имени Тиана. В 2021 году у пары родился сын Вукан.
Хорошо говорит на словацком, чешском и русском языках.

## Достижения
«Кошице»
- Победитель Кубка Словакии: 2013/14.

ХИК
- Чемпион Финляндии: 2020.
- Победитель Кубка Финляндии: 2020.

«Балтика»
- Вице-чемпион Первой лиги: 2022/23.
- Финалист Кубка России: 2023/24.

## Статистика
По состоянию на 12 ноября 2022 года
| Выступление      | Выступление      | Выступление      | Чемпионат | Чемпионат | Кубок | Кубок | Еврокубки | Еврокубки | Прочее | Прочее | Итого | Итого |
| Клуб             | Лига             | Сезон            | Чемпионат | Чемпионат | Кубок | Кубок | Еврокубки | Еврокубки | Прочее | Прочее | Итого | Итого |
| Клуб             | Лига             | Сезон            | Игры      | Голы      | Игры  | Голы  | Игры      | Голы      | Игры   | Голы   | Игры  | Голы  |
| ---------------- | ---------------- | ---------------- | --------- | --------- | ----- | ----- | --------- | --------- | ------ | ------ | ----- | ----- |
| Кошице           | Фортуна лига     | 2011/12          | 7         | 0         | —     | —     | —         | —         | —      | —      | 7     | 0     |
| Кошице           | Фортуна лига     | 2012/13          | 30        | 2         | 4     | 0     | —         | —         | —      | —      | 34    | 2     |
| Кошице           | Фортуна лига     | 2013/14          | 22        | 0         | 6     | 0     | —         | —         | —      | —      | 28    | 0     |
| Кошице           | Фортуна лига     | 2014/15          | 24        | 0         | 1     | 0     | 2         | 0         | 3      | 0      | 30    | 0     |
| Кошице           | Фортуна лига     | 2015/16          | —         | —         | 2     | 0     | —         | —         | 9      | 0      | 11    | 0     |
| Кошице           | Итого            | Итого            | 83        | 2         | 13    | 0     | 2         | 0         | 12     | 0      | 110   | 2     |
| Спартак          | Фортуна лига     | 2015/16          | 11        | 0         | —     | —     | —         | —         | —      | —      | 11    | 0     |
| Спартак          | Фортуна лига     | 2016/17          | 17        | 1         | 2     | 0     | 2         | 0         | —      | —      | 19    | 1     |
| Спартак          | Итого            | Итого            | 28        | 1         | 2     | 0     | 2         | 0         | —      | —      | 30    | 1     |
| Кармиотисса      | Лига СИТА        | 2016/17          | 1         | 0         | —     | —     | —         | —         | 6      | 0      | 7     | 0     |
| Кармиотисса      | Итого            | Итого            | 1         | 0         | —     | —     | —         | —         | 6      | 0      | 7     | 0     |
| Дукла            | Фортуна лига     | 2017/18          | 23        | 0         | 2     | 1     | —         | —         | —      | —      | 25    | 1     |
| Дукла            | Фортуна лига     | 2018/19          | 20        | 0         | 3     | 0     | —         | —         | 4      | 0      | 27    | 0     |
| Дукла            | Итого            | Итого            | 43        | 0         | 5     | 1     | —         | —         | 4      | 0      | 52    | 1     |
| Раднички         | Суперлига        | 2019/20          | 19        | 1         | 1     | 0     | 2         | 0         | —      | —      | 22    | 1     |
| Раднички         | Итого            | Итого            | 19        | 1         | 1     | 0     | 2         | 0         | —      | —      | 22    | 1     |
| ХИК              | Вейккауслига     | 2020             | 13        | 0         | 5     | 0     | —         | —         | —      | —      | 18    | 0     |
| ХИК              | Итого            | Итого            | 13        | 0         | 5     | 0     | —         | —         | —      | —      | 18    | 0     |
| Явор             | Суперлига        | 2020/21          | 18        | 0         | —     | —     | —         | —         | —      | —      | 18    | 0     |
| Явор             | Итого            | Итого            | 18        | 0         | —     | —     | —         | —         | —      | —      | 18    | 0     |
| Балтика          | Первая лига      | 2021/22          | 32        | 1         | 4     | 1     | —         | —         | —      | —      | 36    | 2     |
| Балтика          | Первая лига      | 2022/23          | 15        | 3         | 0     | 0     | —         | —         | —      | —      | 15    | 3     |
| Балтика          | Итого            | Итого            | 47        | 4         | 4     | 1     | —         | —         | —      | —      | 51    | 5     |
| Итого за карьеру | Итого за карьеру | Итого за карьеру | 252       | 8         | 30    | 2     | 6         | 0         | 22     | 0      | 310   | 10    |